# Masataka Sakamoto
Masataka Sakamoto (jap. 坂本 將貴 Sakamoto Masataka; ur. 24 lutego 1978) – japoński piłkarz występujący na pozycji pomocnika.

## Kariera klubowa
Od 2000 do 2012 roku występował w klubach JEF United Chiba i Albirex Niigata.